# Panya Srida
Panya Srida (thailändisch ปัญญา ศรีดา, * 14. Mai 1998) ist ein thailändischer Fußballspieler.

## Karriere
Panya Srida spielte bis Mitte 2019 beim Khon Kaen FC. Der Verein aus Khon Kaen, einer Stadt in der Provinz Khon Kaen in der Nordostregion von Thailand, dem Isan, spielte in der dritten Liga des Landes, der Thai League 3, in der Upper Region. Ende 2017 wurde er mit dem Verein Meister der T3 und stieg in die zweite Liga auf. Von Mitte 2019 bis Ende 2019 spielte er für den Viertligisten Huai Thalaeng United FC. Hier absolvierte er 14 Spiele in der Thai League 4. Seit 2020 steht er wieder beim Khon Kaen FC unter Vertrag. Für den Zweitligisten absolvierte er sieben Zweitligaspiele. Ende Juni 2021 wurde sein Vertrag nicht verlängert. 2022 schloss er sich dem Amateurverein Banthaen VP United an.

## Erfolge
Khon Kaen FC
- Thai League 3 – Upper Region: 2017  ▲